# 七美德
在天主教裡，七美德是七種高尚的德行：謙卑、寬容、忍耐、勤勉、慷慨、節制、貞潔。而在聖經中，七個美德分別對應七位天使。

## 七美德對應的七大罪
七美德和七宗罪正好可以一一對應，說明如下：
| 七美德   | 七宗罪         |
| -------- | -------------- |
| 貞潔（Chastity） | 色欲（Lust）       |
| 節制（Temperance） | 暴食（Gluttony）       |
| 慷慨（） | 貪婪（Greed）       |
| 勤勉（） | 怠惰（Sloth）       |
| 忍耐（Patience） | 憤怒（Wrath）       |
| 寬容（Kindness） | 妒忌或羨慕（Envy） |
| 謙卑（） | 傲慢或驕傲（Pride） |

《加拉太書5:22》：「聖靈所結的果子，就是仁愛、喜樂、和平、忍耐、恩慈、良善、信實、溫柔、節制。」基督教認為，美德不是個人行為的果效，而是聖靈在人心裡作工而結出來的果子。因此，基督教主張人應當先信靠上帝，然後美德就會自然而然慢慢地結出來。

### 不同觀點的各種美德
| 美德       | 英語    |
| ---------- | ------- |
| 忠義       |         |
| 希望       |         |
| 勇氣       |         |
| 貞節、純潔 |         |
| 慈愛       | charity |
| 純愛       | pure    |
| 友情       |         |
| 誠意       |         |
| 知識       |         |
| 正義       |         |
| 分別       |         |
| 節制、自制 |         |
| 寬容       |         |
| 勤勉       |         |
| 耐心       |         |
| 仁慈       |         |
| 謙虛       |         |
| 端莊       |         |